# Wetemaa
Wetemaa je fantasy kniha Adama Andrese (pseudonym české spisovatelky Veroniky Válkové). Navazuje na ni kniha Wetemaa 2: Cesta do Jižního Edagwonu). První díl vypráví o osudech jedenácti družníků krále Gudleifra za války s Widuvaldem.
Kniha byla poprvé vydána v roce 1992. Byla vydána ještě několikrát, například od nakladatelství Pevnost, který spojil do čtyř svazků oba původní díly.

## Děj
Rod Miltidů a Kúnů spolu bojují již od pradávných časů a zůstávalo tomu tak po celé roky. Chromý král Gudleifr má ale podle předpovědi vše změnit s pomocí jedenácti družiníků. Gudleifr tedy začíná hledat muže do svých služeb - Siana, Dangruda, Asgeirra, Arnwalda, Waltheriho, Balda, Morcanta, Haralda, Tankreda, Reiulfa, Diotbalta a jejich přítele Caradaca - havrana z Hnízd Moudrých havranů daleko na pobřeží. Spolu musí nejprve najít podkovu, která umožní králi Gudleifrovi vstát a chodit. Kde je podkova mohou zjistit jedině v knize osudu - Wetemae. Po velkém dobrodružství v horách, kde je v boji s nestvůrou střežící Wetemau vážně zraněn Bald, který jen zázrakem přežije, knihu získají. Za svůj život vděčí Bald rudovlasé ženě Sigelindě, která je lékařka jako Asgeirr a dohlíží na to, aby se Bald zotavoval.  Bald se jako prvorozený syn prastarého rodu vydá pro podkovu. Bald se do Sigelindy zamiluje a vezme si ji. Ostatní potom odjedou, aby dál sloužili králi. Na hradě se chystá obřad s podkovou, aby král začal zase chodit. To ale nevyjde, protože králův syn Ioann se nechá od Diotbalta, který slouží ve skutečnosti králi Widuwaltovi, přemluvit, aby podkovou, která dokáže, aby kůň vzlétl, okoval na své zvíře a proletěl se. Princ tak učiní, ale kůň spadne u Widuwalta na hradě. Ioann vyvázne a vrací se domů, aby byl popraven i přes přímluvy a prosby Tankreda, který si chlapce zamiloval. Nešťastný Tankred Ioannovi tedy alespoň namluví, že ho král chce popravou jen vyděsit a hlavu mu neusekne a chlapec mu uvěří. Sian se zatím rychle vydá k Widuwaltovi pro podkovu, ten ho však zajme a Dangrud tedy s přiděleným vojskem vytáhne proti jeho hradu. Widuwalt mu vydá Siana, ale s podkovou zmizí na hrad své sestry. Proto se Reiulf vydá za ním, aby podkovu ukradl. Je sice chycen, ale podkovu zatím odnese Caradac a doručí ji králi, aby zase mohl chodit. Reiulfa sice mučí, ale necítí díky kouzelné perličce bolest a ani Diobalt, který je zde také, ho neprozradí. Pro Reiulfa se zatím několik družiníků vydá s cílem osvobodit ho - Arnwald, Waltheri, Asgeirr, Tankred a nový jedenáctý družiník Randwulf. To se jim podaří poté, co přeplují jezero s netvory a Arnwald s Waltherim se vydají do tajuplného labirintu, aby odvedli pozornost. Nakonec se dostanou ven a vrátí se k Guldreifrovi. Ten vyšle Siana s Dangrudem do Hnízd Moudrých havranů a doprovází je Caradac, jako jeden z tohoto druhu. Tam naleznou muže jménem Orland, který před dávnými časy odnesl ostatky prvního Miltidského krále Uda z Elládu do Edagwonu, a za to ho havrani na staletí uvěznili. Orland jim teď musí pomoci najít je a na tuto část navazuje druhý díl knížky.
Děj pokračuje po jejich návratu. Celá zem se chystá do rozhodující bitvy mezi dvěma rody. Ve druhé z nich padne Widuwalt, zabit Sianem, Dangrudem a Tankredem, který  se tak Widuwaltovi pomstí za událost, která krutě poznamenala jeho život. I druhá strana má vysoké ztráty - v boji padne Dangrud a Sian je smrtelně raněn a také umírá. Guldreifr sám se také již nedožije dalších let, ale na rozdíl od Widuwalta měl mužské potomky, takže rod Miltidů zvítězil. I Waltheri je na smrt raněn, protože je ale lesní mužík a ne člověk, je možné ho zachránit a jeho milovaný druh Arnwald se s ním o svůj život rozdělí. 
Pak je ale čeká ještě jedna bitva s mužem, jenž se vydává za Widuwaltova syna a chce jeho území. Z hrobky ale vstanou Sian s Dangrudem a splní tak slib, že ochrání Guldreifrova syna. Boj je tedy zažehnán a aby se vše neopakovalo, dovede Tankred nynějšímu králi za ženu Betlindis, dceru Widuwalta, která kdysi milovala jeho bratra, a tím se oba rody i jejich země spojí. Družiníci se potom rozejdou a všichni žijí dál své dobrodružné životy. 

## Náboženství
V této fantasy je důležité náboženství. Někdo věří v jednoho Boha, tato víra pochází z Edgawonu. V Élladu se zase dříve věřilo v bohy, podobný našim severským, z nichž hlavní je u nich Orlyg. Také je tam mnoho polobožských nestvůr atd.

## Družiníci
Sian Hnědooký je první a hlavní z králových družiníků. Je nevlastním bratrem Dangruda. Nejvíce se s ním také přátelí havran Caradac, kterému kdysi pomohl. Sian je skvělý a silný bojovník. Na výpravě do jižního Endgwonu se seznámí s tamní ženou a zamiluje se do ní a když je potom jeho láska zabita, vezme si do opatrování její dceru Annuelu. Na rameni má Sian vypálenou podkovu od Widuvalta, kterého spolu s dalšími zabil. Sám ve stejné bitvě se svým bratrem zemřel.
Dangrud Zadumaný je Sianův nevlastní bratr. Jeho matkou je Rysí žena, která je ve dne člověk a v noci rys. Dangrud vlastní Wannův meč, slavnou zbraň a rozhodně ji nezahanbuje, protože svým bojem je proslavený. Zemřel v druhé bitvě pod Královskou horou se Sianem, ještě předtím ale zabil spolu s ním a Tankredem Widuvalta. 
Asgeirr Lékař vyniká nejen bojem, ale i uměním léčit a mnoho družiníků již zachránil. Jako jeden z mála přemohl Siana v boji muže proti muži a to svědčí o jeho síle.Vzal si za ženu služebnou Reiulfovi matky Sojku, ptáka i ženu zároveň.
Černý Bald je z prvorozený syn z rodu, který již po staletí střeží cestu přes Darkrandské hory. Při jedné výpravě byl vážně raněn nestvůrou a zachránil ho Darkrandský démon, se kterým se seznámil, když hledal mrtvé tělo svého bratra Érhartiho. V době svého uzdravování poznal vědmu a lékařku Sigelindu, kterou si vzal za ženu.
Olbřím Morcant je nejstarší z králových družiníků, mezi kterými slouží spolu se svým synem Haraldem. Jeho manželku Marcelínu unesl před lety drako člověk Merdin a Morcant se k němu v době služby u krále vydal a musel zde splnit tři úkoly. To zvládl a odvedl si i Marcelínu i svou dcerku. Morcant je výborný a velmi silný válečník. Zemřel několik let potom, co vystoupil ze služeb krále na nemoc.
Harald je Morcantův syn a nejmladší Guldreifrův družiník. S otcem zachránil od drako-muže Merdina svou matku a sestru. V králových službách zůstal ještě dlouho potom, co se družiníci rozešli a šťastně se oženil.
Arnwald Drakobijec vyrůstal mezi lesními mužíky a zde bojoval s draky, potom ale na čas utekl mezi lidi. Potom Arnwald zachránil králova syna Ioanna a nastoupil s Waltherim do jeho služeb. Arnwald miluje ženy a to ho při výpravě do Edengwonu málem stojí život. V druhé bitvě pod Mirabatem, kde je smrtelně zraněn Waltheri se s ním rozdělí o své srdce a oba zemřou za mnoho let v králových službách na moři v bouřce.
Waltheri Lesní mužík není člověk a to mu umožnilo, aby se s ním Arnwald rozdělil o své srdce a mnoho dalších podstatných věcí. Zemřel spolu s Arnwaldem v bouři.
Tankred Bystrozraký sloužil dříve u Widuvalta, potom ale král zabil jeho bratra a chtěl zabít i jeho, protože byl na bratrově svatbě s princeznou jako svědek. Po nevydařeném útěku mu Widuvalt vypálil žhavou tekutinou oči. Jedna vědma ho však zachrání a Tankred se Widuvaltovi pomstí, provdá princeznu a odejde ze služeb a narodí se mu syn Strongi.
Veselý Reiulf necítí díky perličce v ruce žádnou bolest. Je šťastný a dobře hraje na loutnu. Vzal si dívku, kterou si vysnil při mučení Widuvaltem a pak ji potkal.
Randwulf Vlčí čenich je poslední králův družiník. Má tři vlky, Ela Caracima, Lunu a Pelestu, kteří s ním bojují a chrání ho.
Diobalt býval také družiník, ale sloužil Widuvaltovi. Zemřel v bitvě pod Mirabatem.